# 칼 이야기
칼 이야기(일본어: 刀語)는 니시오 이신의 라이트노벨 작품이다. 삽화는 타케가 맡았다. 
코단샤 BOX에서 '대하 노벨'이라는 이름으로 1달에 1권씩 총 12권이 연재되었다. 2011년 7월 25일부터 2013년 6월 5일까지 대한민국에 12권이 모두 정식 발매되었다. 2010년 1분기부터 4분기까지 후지TV에서 애니메이션으로 방영되었다.